# Stigmastanolo
Lo stigmastanolo è uno stanolo (uno sterolo saturo, formalmente ottenibile per idrogenazione del corrispondente sterolo, in questo caso lo stigmasterolo) trovato nelle piante.